# Abwicklung (Technisches Zeichnen)
Im technischen Zeichnen ist die Abwicklung die zeichnerische Darstellung des abgewickelten Körpers, die beispielsweise bei der Fertigung von Blechrohren (z. B. Klempnerbedarf) zum Zuschnitt der Bleche benötigt wird, siehe dazu: Blechabwicklung.
Der Begriff der Abwicklung hat in der Technik eine etwas weitergefasste Bedeutung als in der Mathematik. Für das, was in der Technik als Abwicklung bezeichnet wird, also auch die Abwicklung ganzer Körper, verwendet die Mathematik die Begriffe Netz oder Abfaltung. Die Abwicklung im mathematischen Sinne bezieht sich dagegen nur auf eine einzige, sogenannte abwickelbare Fläche.
Auch wenn eckige bzw. kantige Körper in der Praxis eher selten für Abwicklungen verwendet werden, wird in der Ausbildung des technischen Zeichnens auch das eine oder andere Prisma oder die eine oder andere Pyramide abgewickelt dargestellt, um die Grundlagen der Konstruktion solcher Abwicklungen zu vermitteln.

Abwicklungen
Abwicklung eines Zylinders
Abgewickelter Kegelstumpf
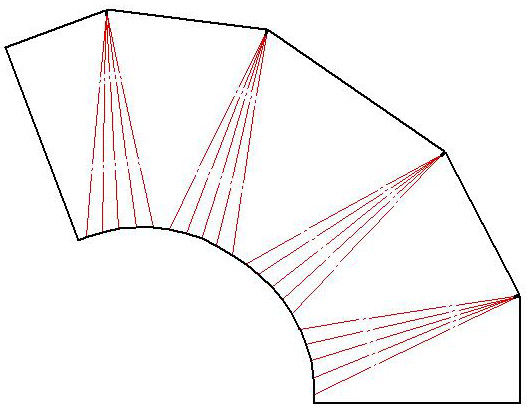
Blechabwicklung
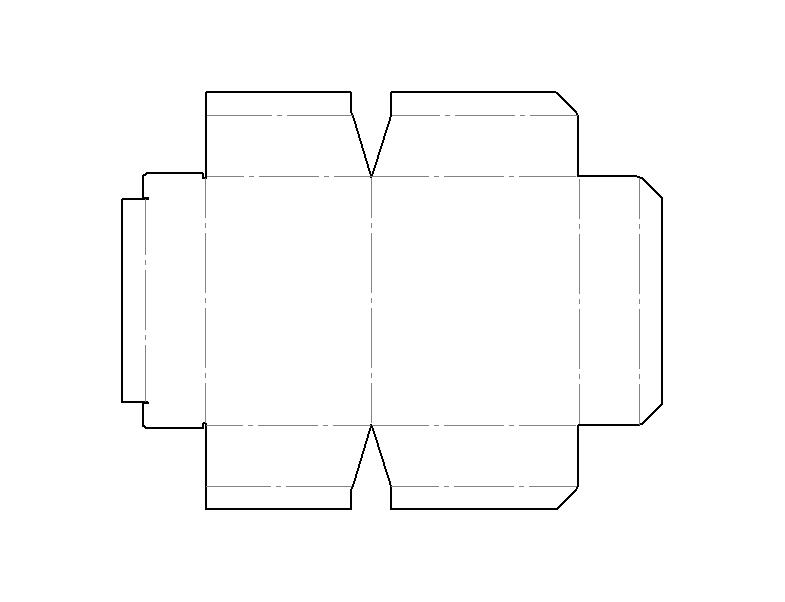
Abwicklung eines Blechteils
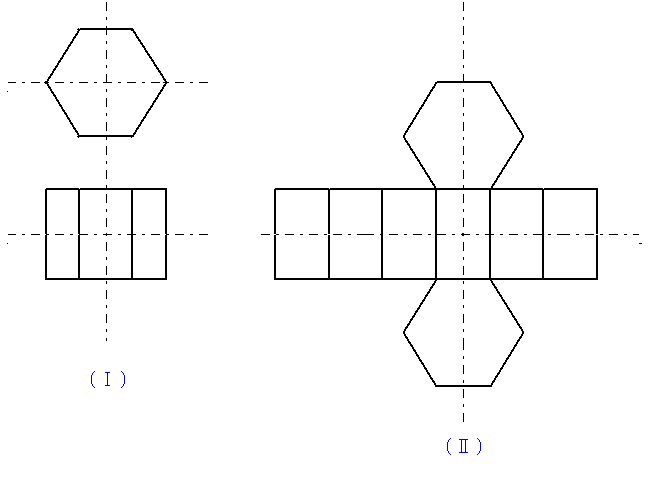
Sechskantabwicklung

## Näherungsverfahren für doppeltgekrümmte Rotationskörper

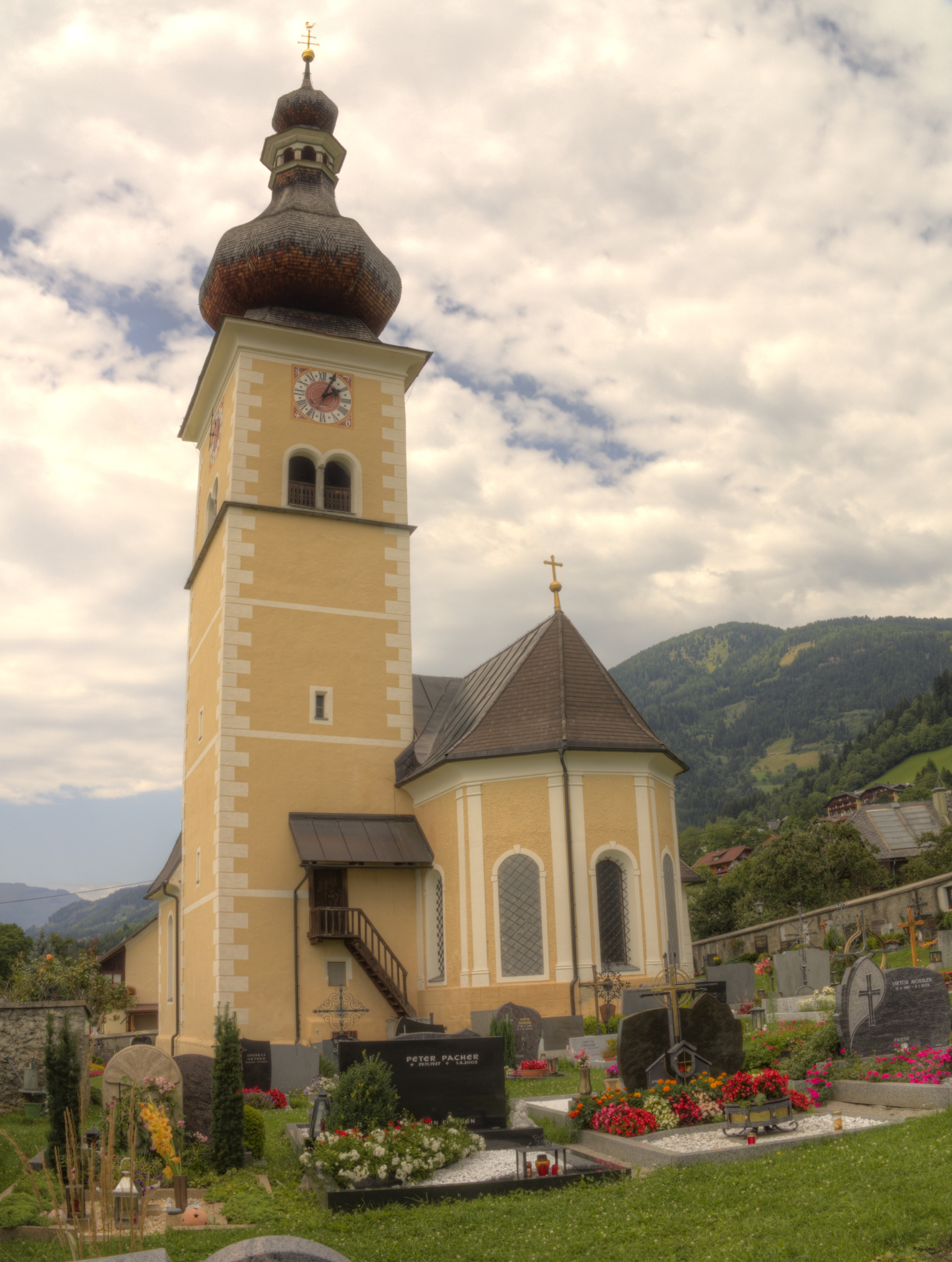
Beispiel für einen (grob) angenäherten Rotationskörper: Der Zwiebelturm der Kirche besteht aus acht Segmenten, die in Längsrichtung abgewickelt und auf eine ebenen Fläche ausgelegt werden können.

Während sich einfache Rotationskörper wie Zylinder oder Kegel als Mantelfläche exakt abwickeln lassen, ist dies bei doppeltgekrümmten Rotationskörpern nicht mehr möglich. In der Praxis behilft man sich damit, den Körper aus einzelnen, abwickelbaren Segmenten zusammenzusetzen, die – anders als bei den Mantelflächen – nicht um die Rotationsachse herum, sondern längs zur Rotationsachse abgewickelt werden.
Zur Vereinfachung der Konstruktion wurde etwa der rechts abgebildete Zwiebelturm in acht Segmente unterteilt, die jeweils nur in einer Achse gekrümmt sind.
Grundsätzlich lassen sich mit dieser Methode beliebige Rotationskörper – auch Kugeln oder Ellipsoide – segmentweise angenähert abwickeln. Je größer die Anzahl der Segmente gewählt wird, desto besser nähert sich der zusammengesetzte Körper dem idealen Rotationskörper an.